# Puig Major
Puig Major är ett berg i Spanien.   Det ligger i regionen Balearerna, i den östra delen av landet, 600 km öster om huvudstaden Madrid. Toppen på Puig Major är 1 436 meter över havet. Puig Major ligger på ön Mallorca.
Terrängen runt Puig Major är huvudsakligen kuperad, men åt sydväst är den bergig. Havet är nära Puig Major åt nordväst. Puig Major är den högsta punkten i trakten. Runt Puig Major är det ganska tätbefolkat, med 214 invånare per kvadratkilometer. Närmaste större samhälle är Sóller, 8,2 km sydväst om Puig Major. 